# Wybory parlamentarne w Polsce w 1965 roku
Wybory parlamentarne w Polsce w 1965 roku – wybory do Sejmu PRL, które zostały przeprowadzone 30 maja 1965, równocześnie z wyborami do rad narodowych (na podstawie uchwały Rady Państwa z 26 lutego 1965). Mandaty w Sejmie przydzielono organizacjom należącym do Frontu Jedności Narodu, według ustalonej puli. W Sejmie znaleźli się więc przedstawiciele PZPR (w większości), pozostałych koncesjonowanych partii (ZSL i SD), a także kilkadziesiąt osób bezpartyjnych (w tym po kilku przedstawicieli Stowarzyszenia „Pax”, Znaku i ChSS). Frekwencję 96,6% zatwierdziło Biuro Polityczne KC PZPR.

## Oficjalne wyniki głosowania i wyniki wyborów
Frekwencja w wyborach do Sejmu według oficjalnych danych wyniosła 96,60%.

### Podział mandatów
|  | Ugrupowanie                              | Mandaty | % mandatów |
|  | ---------------------------------------- | ------- | ---------- |
|  | Polska Zjednoczona Partia Robotnicza     | 255     | 55,4%      |
|  | Zjednoczone Stronnictwo Ludowe           | 117     | 25,4%      |
|  | Stronnictwo Demokratyczne                | 39      | 8,5%       |
|  | Stowarzyszenie „Pax”                     | 5       | 1,1%       |
|  | Znak                                     | 5       | 1,1%       |
|  | Chrześcijańskie Stowarzyszenie Społeczne | 3       | 0,6%       |
|  | Niestowarzyszeni                         | 36      | 7,8%       |